# ۳ اسفند
۳ اسفند سیصد و سی و نهمین روز سال در گاه‌شماری خورشیدی است. به پایان سال ۲۶ روز (۲۷ روز در سال کبیسه) مانده‌است.

## رویدادها
- ۱۲۹۹ - کودتای ۳ اسفند ۱۲۹۹
- ۱۳۶۲ - آغاز عملیات خیبر
- ۱۳۸۷ - تحصن بعضی از دراویش در تخت فولاد اصفهان پس از تخریب مقبره درویش ناصرعلی
- ۱۳۸۹ - انتشار ویراست دوم منشور جنبش سبز
- ۱۳۹۷ - اعلام موجودیت پروژه ققنوس ایران

## زادروزها
- ۸۹۲ - شاه تهماسب یکم، دومین پادشاه ایران از دودمان صفوی
- ۱۳۰۳ - دلکش، خواننده
- ۱۳۰۵ - احمد جنتی، سیاستمدار
- ۱۳۲۵ - هما میرافشار، شاعر و ترانه‌سرا
- ۱۳۳۵ - محمد خردادیان، رقصنده
- ۱۳۴۳ - کریم قنبری، فوتبالیست
- ۱۳۵۸ - مهدی امیرآبادی، فوتبالیست

## درگذشت‌ها
- ۱۳۴۹  - ابوالحسن اقبال‌آذر، خواننده
- ۱۳۷۲ - هما دارابی، روان‌پزشک و از مخالفان حجاب اجباری
- ۱۳۸۹  - آزاده شفیق، دختر اشرف پهلوی و احمد مصطفی شفیق، خواهرزاده محمدرضا پهلوی
- ۱۳۹۰  - علی ابوالحسنی، مورخ
- ۱۳۹۳ - آندرانیک آساطوریان، آهنگساز
- ۱۳۹۷  - یدالله ثمره، زبان‌شناس
- ۱۴۰۰  - یعقوب یادعلی، نویسنده و فیلم‌ساز
- ۱۴۰۱ - ابراهیم ریگی، از کشته‌شدگان خیزش ۱۴۰۱ ایران
- ۱۴۰۲ - پردیس افکاری، بازیگر